# Squalidus atromaculatus
Squalidus atromaculatus és una espècie de peix cipriniforme de la família dels ciprínids.

## Morfologia
Els mascles poden assolir els 11 cm de longitud total.

## Distribució geogràfica
Es troba a Laos, nord del Vietnam i Hainan (Xina).